# Jorge de Morais
Jorge de Morais (Manaus, 18 de julho de 1872 — Rio de Janeiro, 2 de março de 1947) foi um médico, professor e político brasileiro.
Foi deputado federal pelo Amazonas de 1905 a 1908, senador pelo Estado do Amazonas de 1909 a 1911 e foi o primeiro prefeito eleito de Manaus de 1911 a 1913.